# آرتورو رودریگس
آرتورو رودریگس (انگلیسی: Arturo Rodríguez; ۲۶ مهٔ ۱۹۰۷ – ۲۲ نوامبر ۱۹۸۲) بوکسور اهل آرژانتین بود.